# Saeward dell'Essex
Saeward o Sæward (fl. VII secolo) è stato un sovrano anglosassone che regnò sull'Essex dal 616 al 617.

## Biografia
Salì sul trono dell'Essex insieme al fratello Sexred dopo la morte del padre Sæbert, che si era convertito al Cristianesimo nel 604. Tuttavia i due fratelli repressero i cristiani in favore degli antichi dei pagani dei loro avi. Per questo esiliarono Mellito, vescovo di Londra che aveva rifiutato loro il sacramento dell'eucaristia. Nel 617 morirono in battaglia contro gli eserciti del Wessex guidati dai re Ceawlin e Cwichelm. Sul trono salì suo figlio Sigeberht.